# 夏威夷州萊以耶聖殿
夏威夷萊以耶聖殿（Laie Hawaii Temple）是一座耶穌基督後期聖徒教會的聖殿，位於夏威夷歐胡島的東北岸，距檀香山有35英里（56）。聖殿的遊客中心年均有超過100,000人參觀。聖殿坐落在萊以耶鎮裡的一座小山丘上，距太平洋半英里和檀香山35英里（56公里）。連同夏威夷的楊百翰分校和波利尼西亞文化中心，夏威夷萊以耶聖殿在萊以耶鎮上發揮著重要的作用，以及每年吸引超於10萬人的訪客中心。
曾經有多位耶穌基督後期聖徒教會的總會會長奉獻過這座聖殿。聖殿場地是由約瑟·斯密（Joseph F. Smith) 於1915年6月1日奉獻的；希伯·格蘭特（Heber J. Grant）於1919年11月27日奉獻了竣工後的整個建築。斯賓塞·金博爾（Spencer W. Kimball）在明顯的擴建後於1978年6月13日重新奉獻了這座聖殿；抗震能力升級和改造後，托马斯·孟荪於2010年11月21日再度奉獻了聖殿。
夏威夷萊以耶聖殿是耶穌基督後期聖徒教會在美國本土外的建造的第一座聖殿。它是犹他州以外最古老的, 也是正在運轉中第五座最古老的後期聖徒聖殿。夏威萊以耶聖殿在實施後期聖徒聖殿標準命名規則前的原稱是夏威夷聖殿。

## 歷史

### 三明治群島傳道部
在加州淘金熱期間，前十名耶穌基督後期聖徒教會的傳教士乘著馬斯喀的阿訇號船離開舊金山前往夏威夷。在海上航行了20天后，這艘船於1850年12月12日抵達檀香山港口，當時被稱為“三明治群島”（夏威夷群島）。 一週後，九名傳教士收到了他們的傳道召喚書；其中兩名前往考艾岛，三名前往茂宜島上的拉海纳，兩名前往夏威夷大島，還有兩名留在檀香山。 這九名傳教士構成了三明治群島傳道部的基礎。 在夏威夷的第一座耶穌基督後期聖徒教會會堂於1851年在毛伊島上成立。傳教士於1854年在拉奈島上定居，1865年在歐胡島上的萊以耶定居。

### 萊以耶
1865年，教會以一萬四千美元的價格購買了六千英畝（兩千四百公頃）的甘蔗種植園，作為該地區後期聖徒的聚集地。 1885年2月15日，約瑟·斯密（Joseph F. Smith）在三明治群島上的一次會議中，首次作出在夏威夷建立一座聖殿的提議。最初的十位傳教士之一，喬治·坎農（George Q. Cannon）於1900年訪問了萊以耶，向會眾推廣一座新的夏威夷聖殿的想法，並被尊為總會會長團的成員。
1915年，當時耶穌基督後期聖徒教會的第六任總會會長，約瑟·斯密（Joseph F. Smith）宣布了在美國連續地區外第一座聖殿的計劃，並選擇了萊以耶來進行建造。根據後期聖徒的民間說法，珍貴的材料及時地到達以完成聖殿的建造：聖殿建造者在最初的建造過程中用盡了木材（是島上稀缺的商品）。但是有一艘船擱淺了並需要卸下一些木頭貨物，聖殿建造者自願幫助這艘船並向他們表示感謝。事實證明，從這艘船上得來的木材剛好足以讓聖殿竣工。 
當關於夏威夷新萊以耶聖殿的新消息傳到了遠離家鄉，居住在猶他州伊塞帕鎮（Iosepa, Utah) 的夏威夷族歸信者（以及其他波利尼西亞人）時，他們當中許多人決定移民返回夏威夷。雖然夏威夷人自1889年以來就一直住在伊塞帕鎮, 但是距離最近的鹽湖城聖殿離殖民地也要75英里。遷往萊以耶可以給予夏威夷人靠近新聖殿的能力，並且是他們的路途不需很長就可以執行神聖教儀。於1917年1月，大多數的夏威夷人都返回了家鄉，使伊塞帕鎮成為了幽靈小鎮。
耶穌基督後期聖徒教會總會會長赫伯·格蘭特（Heber J. Grant）於1919年11月27日主持了夏威夷聖殿的奉獻儀式。格蘭特稱夏威夷人為“李海的後裔”（《摩爾門經》中的一位先知），並看見了萊以耶新聖殿的未來，它將成為波利尼西亞歸信者的磁鐵。在聖殿竣工後，更多波利尼西亞人移居到萊以耶，參與聖殿教儀。遊客也被吸引到該地區，當時的旅遊指南將萊以耶聖殿與泰姬陵進相比較。
1941年襲擊珍珠港事件在後期聖徒民間說法中讓人聯想起關於夏威夷萊以耶聖殿的另一個流行故事。根據這個故事的不同說法，日本飛機駕駛員試圖轟炸或襲擊夏威夷聖殿， 但是在那之前或之後出現了機器故障，或被一股看不見的保護力量所阻撓。有些故事表明，那些試圖襲擊聖殿的日本飛航員後來在日本看見了後期聖徒教會的傳教士又一張聖殿的圖片，就歸信加入了耶穌基督後期聖徒教會。儘管有一位目擊證人認為他自己親眼目睹了轟炸未遂事件和一位據說遇到過這位飛行員的前傳教士，但歷史學家卻發現很少佐證證據可以證實這些故事。

## 翻新
從1976年5月開始，聖殿因為期兩年的改造項目而關閉，從一萬五百平方英尺（九百八十平方米)擴大到超過四萬七千平方英尺(四千四百平方米）。 1978年6月13日，教會總會會長斯賓塞·金博爾為聖殿重新作奉獻。
一項耗資550萬美元的重修，更新和美化項目始於2003年，沿著Hale Laʻa大道開始進行，一直通往聖殿。在14個月裡，諾福克松樹因白蟻侵擾而被皇家棕櫚樹所取代，在露台上添加了新的燈飾，並設置了景觀環島。同時，訪客中心以互動式資訊服務站和新的展示而進行了升級。通常被奉獻後的聖殿只開放給耶穌基督後期聖徒的成員，如今訪客中心內設有了一個聖殿剖視模型，可供參觀者欣賞聖殿內部。為了製造聖殿模型，一個工匠團隊在美國用八個月的時間完成模型後被運往夏威夷，再用一個多星期的時間將其模型重新組裝後展出。
2008年12月，夏威夷萊以耶聖殿再次關閉，以改進其結構和抗震能力，並按照原有的外觀恢復了教儀室和漸進式的恩道門演示（仍舊使用影片）。洗禮池已被修復和翻新。多馬·孟蓀（Thomas S. Monson) 於2010年11月21日再度奉獻聖殿。
2020年作為對冠狀病毒大流行的回應，夏威夷萊以耶聖殿與教會的其他聖殿一樣暫時關閉。

## 建築風格

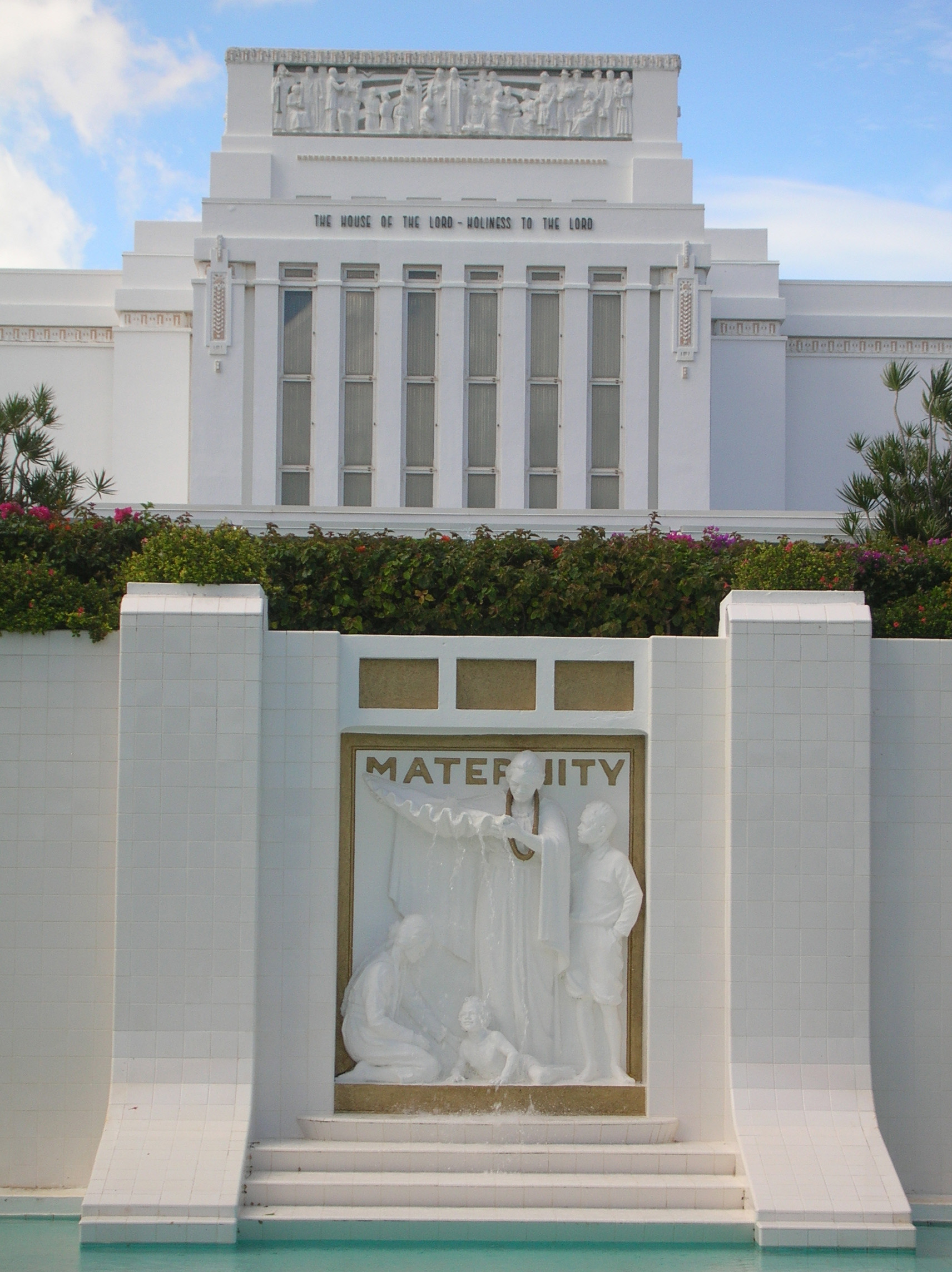
以耶聖殿中的孕妇喷泉

耶穌基督後期聖徒的總會會長，約瑟斯密希望夏威夷萊以耶聖殿的建築風格相似於聖經裡的所羅門聖殿。人們經常把該聖殿與年輕建築師海倫·波譜（Hyrum Pope）和哈羅德·伯頓（Harold W. Burton）設計的，位於加拿大的亞伯達卡茲頓聖殿相比較。波譜和伯頓的設計也被用於萊以耶；他們的作品植根於20世紀初，由建築師弗蘭克·勞埃德·賴特（Frank Lloyd Wright）推崇的草原風格建築。聖殿還喚起了中美洲的建築，是伯頓最愛的主題。
聖殿坐落在11英畝（4.5公頃）的土地上，該土地曾經是大型甘蔗種植園的一部分 。聖殿的建設始於1916年2月，是使用由碎石熔岩成的天然材料和鋼筋混凝土一起建造而成的。建築物的白色光面是由氣動石材切割技術製成的。從空中的角度看時，聖殿會形成十字架形，；聖殿的最高點高達50英尺（15.2 米），從東到西長達102英尺（31.1 米），從北到南長達78英尺（ 23.8 米）。 前端的外觀是以希臘十字架的形式設計的，但是缺少了塔尖，這在耶穌基後期聖徒教會的聖殿中很罕見。除了萊以耶聖殿，只有三座其他的教會聖殿是沒有塔尖的， 包括加拿大的亞伯達卡茲頓聖殿，法國巴黎和美國的亞利桑那州梅薩聖殿。
該聖殿的外部展示了四幅大型壁畫，是由美國雕塑家里奧·費爾班克斯（J. Leo Fairbanks）設計的，並在他的弟弟，阿瓦德·費爾班克斯（Avard Fairbanks ）的幫助下建造而成。浮雕壁畫仿照真人大小五分之四的比例現澆泥土，描繪了神與人們的交往事蹟。在北部的壁畫描繪的是在《摩爾門經》裡的故事，西部的壁畫顯示了舊約中的人民。新約和叛教期的事蹟被描繪在南部的壁畫上，以及通過約瑟斯密復興的教會被顯示在東部。在聖殿廣場上的雕像也是由費爾班克斯兩兄弟設計的，描繪的是約瑟在接受他父親的祝福時以及一個在《摩爾門經》尼腓二書的情景，裡面含有其中一位先知，名叫李海。
當遊客接近聖殿並經過多個倒影池時，最上端前方坐立著一個由費爾班克斯兩兄弟設計的母姓噴泉。這款大膽的浮雕表達了對夏威夷母性的尊敬，並描繪了一個夏威夷母親手持著巨大的蛤殼，在孩子們身上倒水。該行為本像徵著母親把愛、希望和關懷灌溉在她們的孩子身上。
景觀化的聖殿廣場上有熱帶花園，其中種有諸如木槿、珊瑚花、天堂鳥、馬纓丹、紅花月桃、葉子花、雞蛋花、龍船花等植物。聖殿廣場的底部是一個噴泉，將耶穌基督後期聖徒教會的家庭歷史中心和訪客中心分隔開來，入口處是十英尺高的贝特尔·托瓦尔森基督雕像的複制品。
夏威夷萊以耶聖殿佔地47224平方英尺（4387.3平方米），設有四個教儀室和六個印證室。 風景畫家勒孔特·斯圖爾特（LeConte Stewart）設計了聖殿內的許多壁畫。

## 准入
夏威夷萊以耶聖殿不用於普通的周日聚會。由於聖殿被視為神聖的主的屋宇，只有遵行福音聖約的教會成員才允許為了參與神聖儀式的目的而進入，例如恩道門、為逝者洗禮和永恆婚姻，是一個讓夫妻和家人永遠印證在一起的儀式。由於這些準則，非教會成員禁止進入聖殿，但是聖殿外的廣場和訪客中心可供遊覽。

## 聖殿會長
著名的聖殿會長包括愛德華·克利索（Edward L. Clissold）（1936–38，1943–44，1963–65）；亞瑟·海考克（1986-89）和理查德·克拉克（1998 -2001）。

## 外部連結
- Laie Hawaii Temple （页面存档备份，存于） (Official)
- Laie Hawaii Temple Visitors' Center （页面存档备份，存于） (Official)